# Sibelius (cratère)
Pour les articles homonymes, voir Sibelius.
Sibelius est un cratère d'impact présent sur la surface de Mercure. 
Le cratère fut ainsi nommé par l'Union astronomique internationale en 1985 en hommage au compositeur finlandais Jean Sibelius. 
Son diamètre est de 93,58 km. Il se situe dans le quadrangle de Michelangelo (quadrangle H-12) de Mercure.